# NX東北トラック
NX東北トラック株式会社（エヌエックスとうほくトラック）は、宮城県仙台市に本社を置く、NXグループの運送会社である。
貨物自動車運送事業や倉庫業を主事業とするが、他に有料駐車場の運営、産業廃棄物の取り扱い、損害保険代理店業なども展開している。
2022年1月、日本通運の単独株式移転による持株会社制への移行及びグループブランド「NX」の導入に伴い、東北トラック株式会社から社名変更された。

## 沿革
- 1947年（昭和22年）6月 ‐ 「福島故藁工品有限会社」が設立される。
- 1950年（昭和25年）11月 ‐ 「福島糧運商事株式会社」に商号変更。
- 1960年（昭和35年）5月 ‐ 日本通運が資本参加する。
- 1963年（昭和38年）12月 ‐ 「東北日通トラック株式会社」に商号変更。
- 1968年（昭和43年）8月 ‐ 「東北トラック株式会社」に商号変更。
- 1978年（昭和53年）12月 ‐ 本社を仙台市に移転。
- 2022年（令和4年）1月 ‐ 「NX東北トラック株式会社」に商号変更。

## 主な支店
- 福島支店
〒960-8161 福島県福島市郷野目字上17-2
- 盛岡支店
〒028-3621 岩手県紫波郡矢巾町広宮沢1-274
- 秋田支店
〒011-0951 秋田県秋田市土崎港相染町浜ナシ山6-1